# The Fan (1949)
The Fan is een Amerikaanse dramafilm uit 1949 onder regie van Otto Preminger. Het scenario is gebaseerd op het toneelstuk Lady Windermere's Fan (1893) van de Ierse auteur Oscar Wilde. De film werd destijds in Nederland uitgebracht onder de titel Lady Windermere's waaier.

## Verhaal
Lord Windermere is ogenschijnlijk de volmaakte echtgenoot voor zijn jonge vrouw Margaret. Wanneer hij kennismaakt met mevrouw Erlynne, komt hun huwelijk onder druk te staan. Hij geeft haar geld en nodigt haar uit op de verjaardag van zijn vrouw. Lady Windermere zoekt vervolgens troost bij lord Robert Darlington, die stiekem verliefd is op haar.

## Rolverdeling
| Acteur            | Personage                |
| ----------------- | ------------------------ |
| Jeanne Crain      | Lady Margaret Windermere |
| Madeleine Carroll | Mevrouw Erlynne          |
| George Sanders    | Lord Robert Darlington   |
| Richard Greene    | Lord Arthur Windermere   |
| Martita Hunt      | Hertogin van Berwick     |
| John Sutton       | Cecil Graham             |
| Hugh Dempster     | Lord Augustus Lorton     |
| Richard Ney       | James Hopper             |
| Virginia McDowall | Lady Agatha              |